# Moqueca
Moqueca ist eines der Nationalgerichte Brasiliens und gehört zur Küche Brasiliens. Das Gericht ist ein typisches Beispiel für die Vermischung von afrikanischer mit lokaler Küche. Die bekannteste Variante ist die Moqueca Baiana, ein Fischeintopf aus Fischfilets, Kokosmilch, Palmöl (Azeite de dendê) und Tomaten. Ebenfalls bekannt ist die Moqueca Capixaba, bei der das Palmöl durch Olivenöl ersetzt und Annatto (in Brasilien Colorau oder Colorífico) zur Farbgebung zugegeben wird.

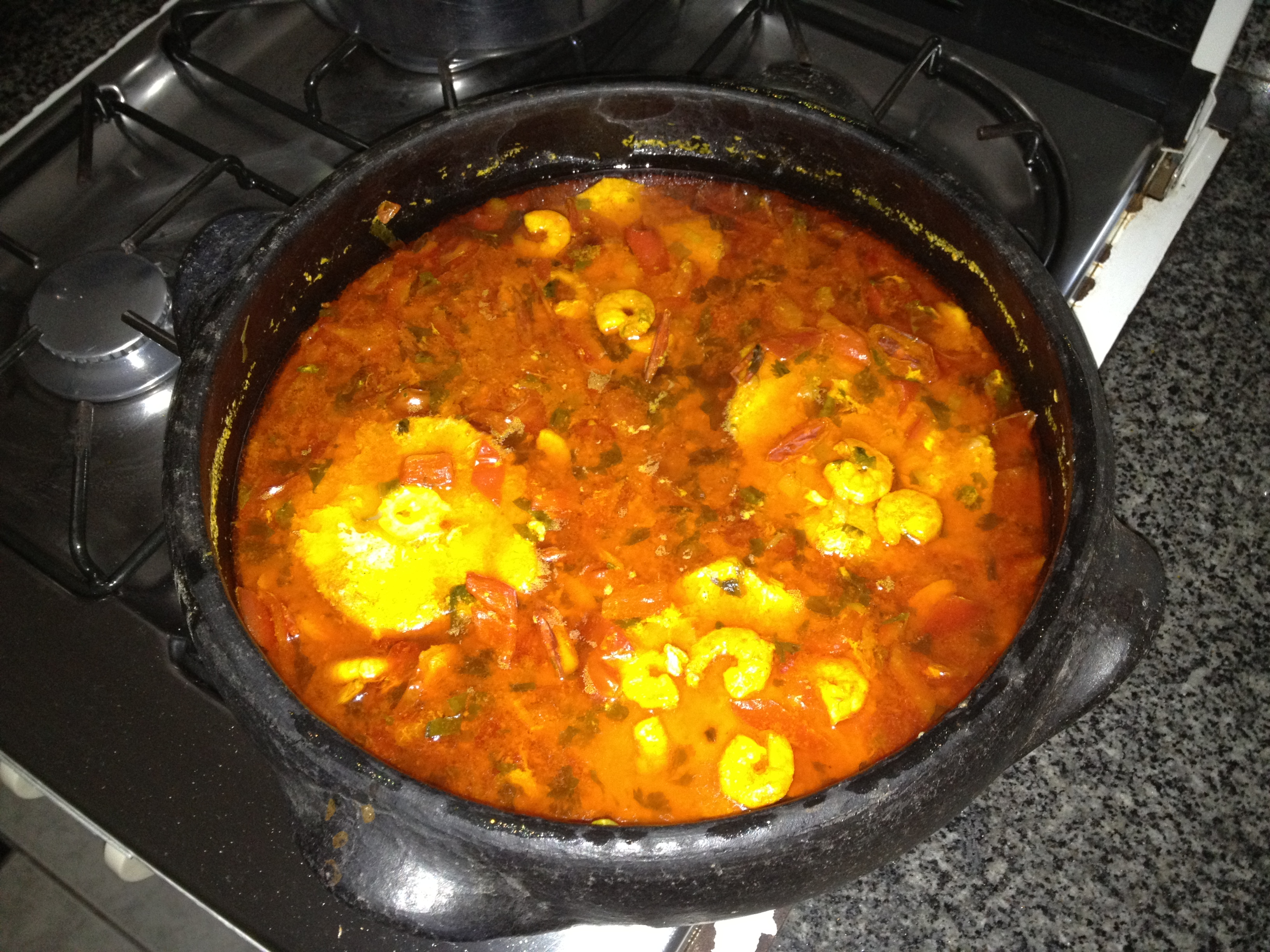
Moqueca mit Fisch und Meeresfrüchten
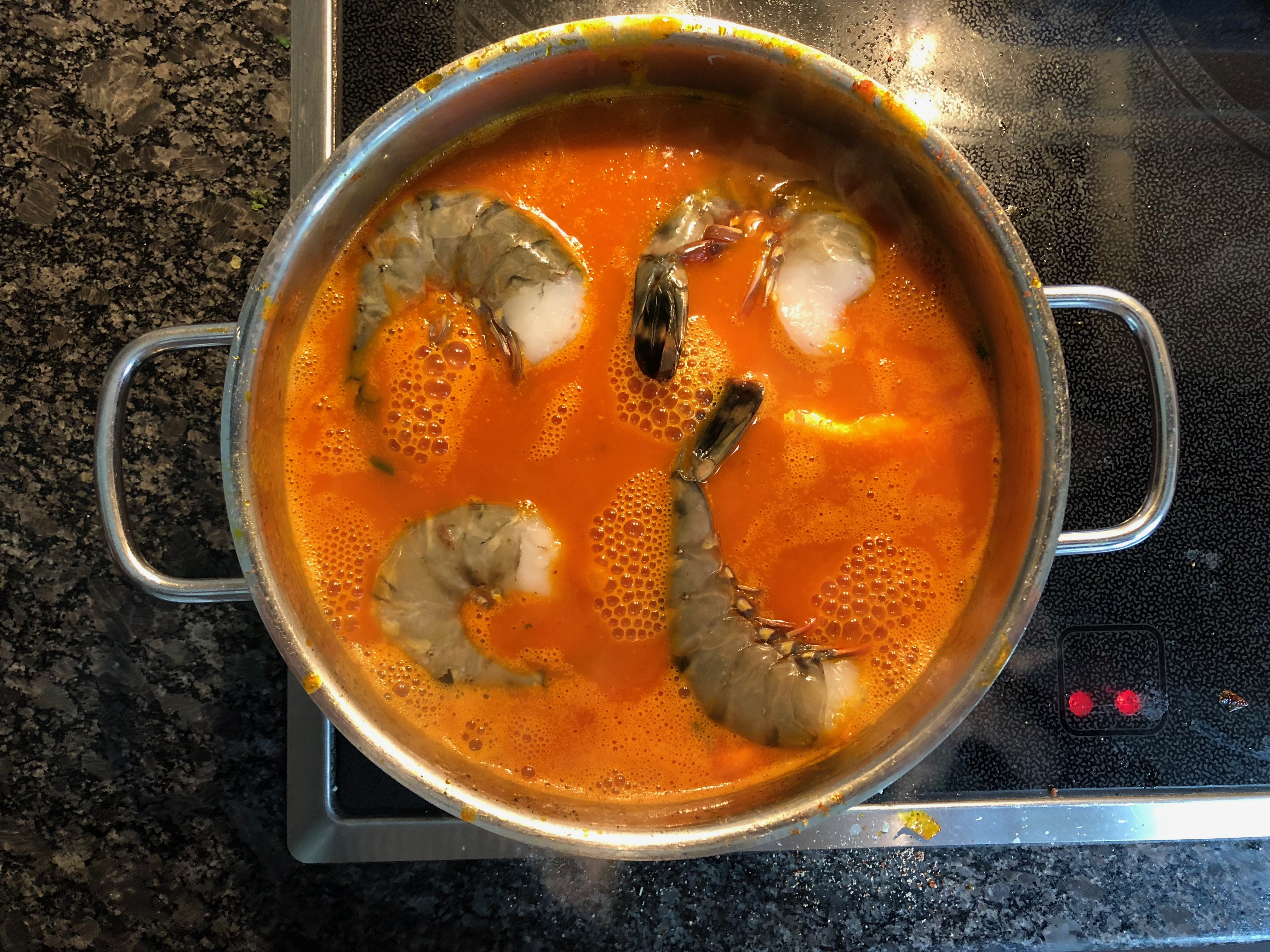
Moqueca mit Crevetten